# Kindstein
La Kindstein (en allemand : Der Kindstein) est un mégalithe datant du Néolithique situé près de la commune de Nidda, en Hesse (Allemagne).

## Situation
Le monolithe se dresse à environ huit kilomètres au nord-ouest de Nidda ; il est situé à proximité de la rue Zum Kindstein, à Unter-Widdersheim, un quartier (Ortsteil) de Nidda.

## Description
Composé de phonolite, le menhir mesure 2,55 m de hauteur pour 2,30 m de largeur et 1 m de profondeur.
Selon Otto Kunkel (de), des céramiques médiévales ont été retrouvées sous la pierre. Dans le voisinage immédiat, des céramiques datant de l'âge du bronze tardif et appartenant à la civilisation dite « des Champs d'urnes » ont été retrouvées lors de fouilles archéologiques menées dans les années 1950.

## Histoire
Selon une légende locale, la « pierre d'enfant » apporte la fécondité car des âmes d'enfants qui ne sont pas encore nés y habitent ; ces âmes de bébés se transmettent aux femmes qui viennent se frotter contre la kindstein.